# Morning Glory Pool

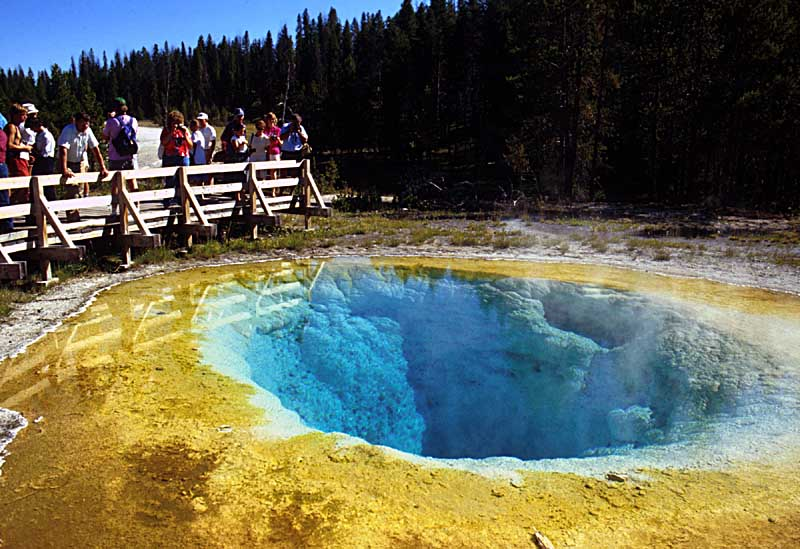
Morning Glory Pool

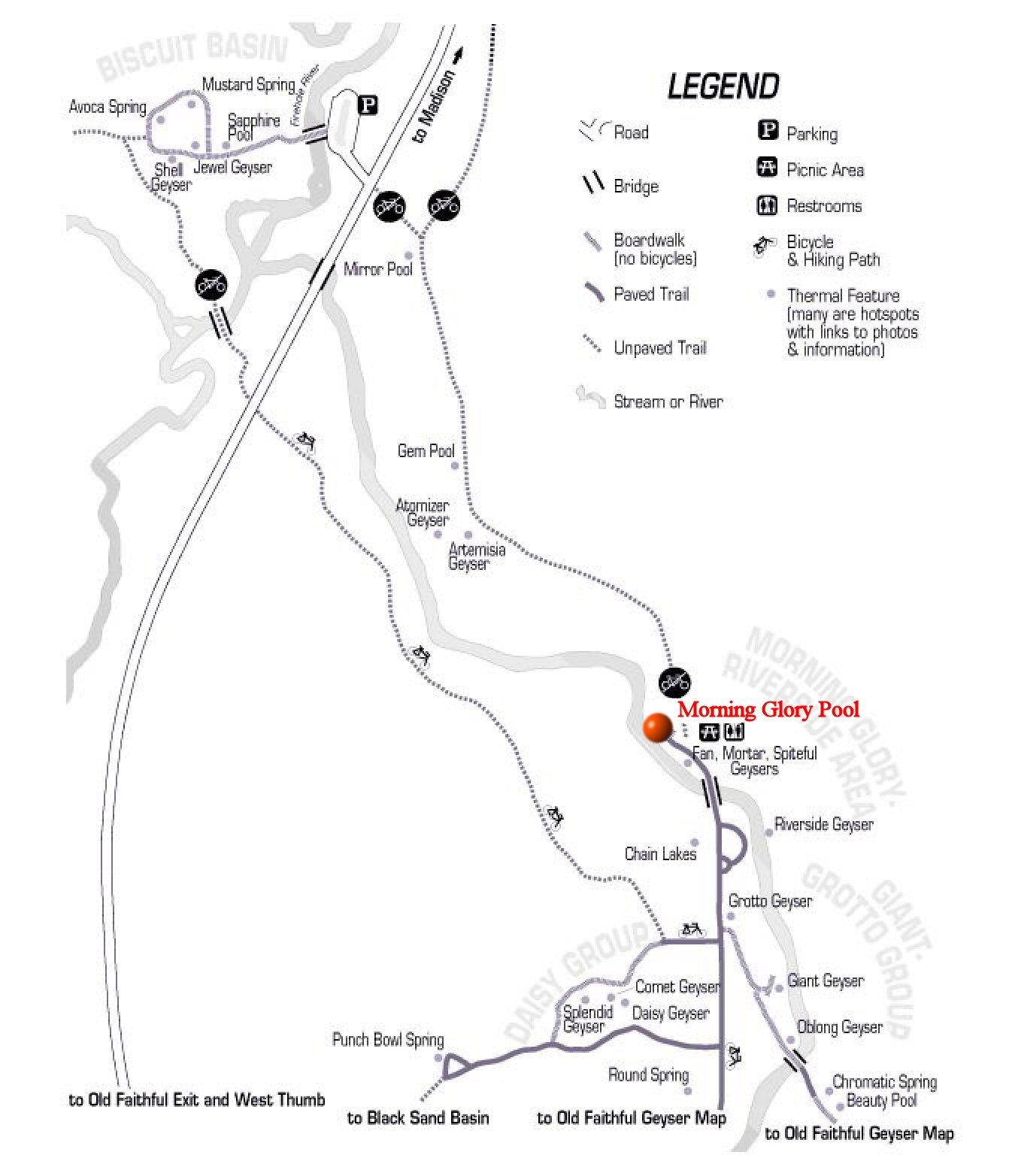
Plan północnej części Upper Geyser Basin

Morning Glory Pool – gorące źródła w Upper Geyser Basin w Parku Narodowym Yellowstone w Stanach Zjednoczonych.

## Historia
Źródła zostały nazwane przez panią E.N. McGowan, żonę zastępcy kierownika Parku, Charlesa McGowan w 1883 roku. Nazwała je „Convolutus” – błędnie zapisaną łacińską nazwą wilca, którego kwiat przypomina źródło. Do 1889 roku nazwa Morning Glory Pool zaczęła być powszechnie używana w parku. Wiele wczesnych przewodników turystycznych wymienia je pod nazwą Morning Glory Spring.

## Opis
Specyficzny kolor wody – jasny niebiesko-zielony – jest wywołany przez bakterie (sinice), które żyją w źródle; żółte zabarwienie brzegów zbiornika wynika z obecności innej bakterii ciepłolubnej  (termofil, ang. thermophilic flexibacteria). Woda w źródle ma temperaturę 70 °C. Ze względu na budowę geologiczną, źródła są gejzerami – samoczynny wybuch gejzeru zanotowano jedynie raz, w 1944 roku, kiedy woda została wyniesiona na wysokość ponad 12 metrów.

## Wandalizmy
Niektóre wyloty gorącej wody zostały zatkane przez przedmioty nawrzucane przez turystów, którzy wierzą, że wrzucenie małego przedmiotu do źródła, np. monety, przyniesie im szczęście. Spowodowało to zmniejszenie wypływu gorącej wody, co z kolei doprowadziło do rozwoju bakterii, przez co zmieniło się zabarwienie wody i brzegów – ogólny wygląd basenu uległ zmianie. Administracja parku narodowego dokonała kilku prób oczyszczenia basenu za pomocą kontrolowanych eksplozji. Przykładowo, po kontrolowanej eksplozji w 2004 roku, ze źródła wydobyto ponad 2 700 monet. Na tablicy informacyjnej, umieszczonej w pobliżu źródeł, opisano szkody spowodowane ignorancją i wandalizmem, i zasugerowano, że Morning Glory stają się „Faded Glory” („Blaknącą chwałą”).

## Galeria zdjęć

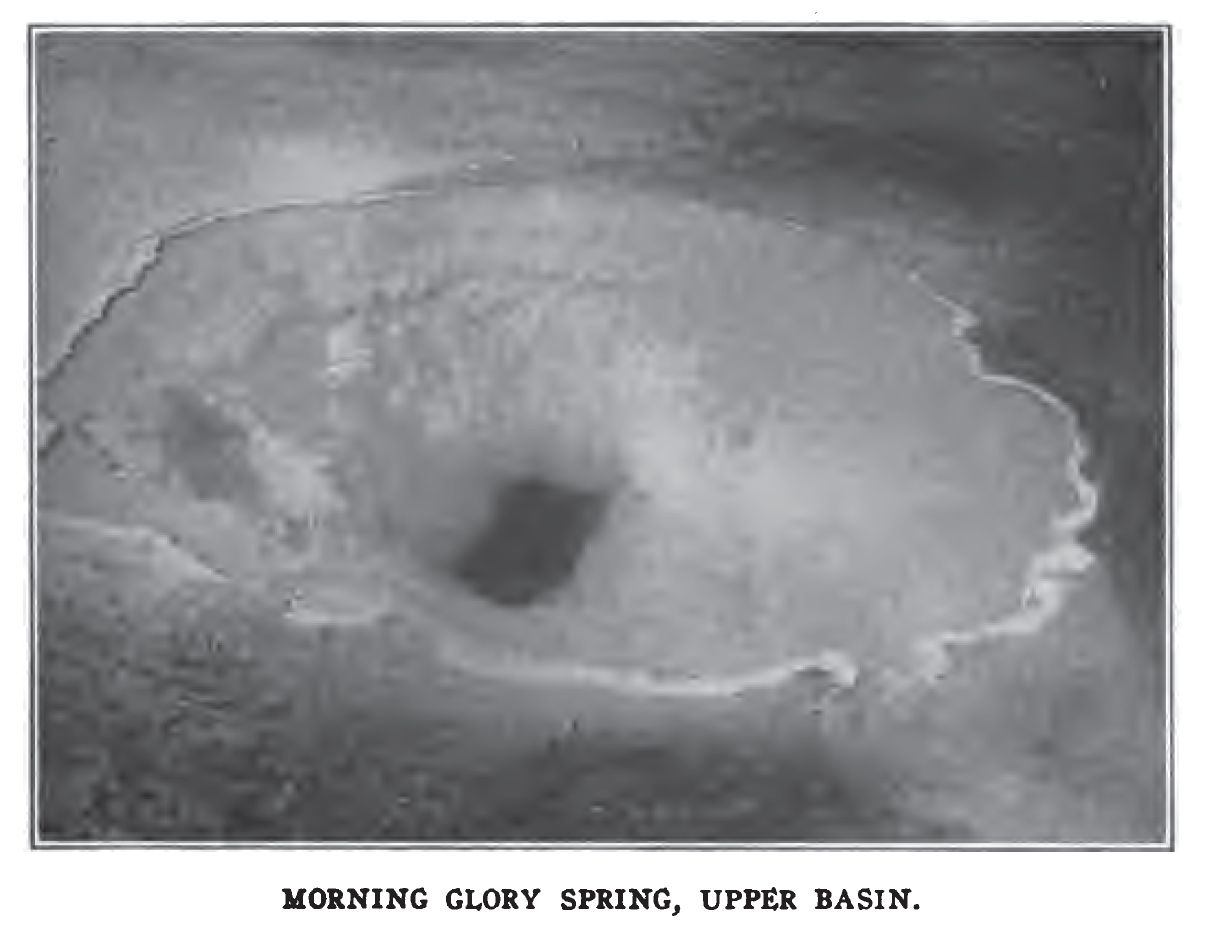
Jack Ellis Haynes, 1916
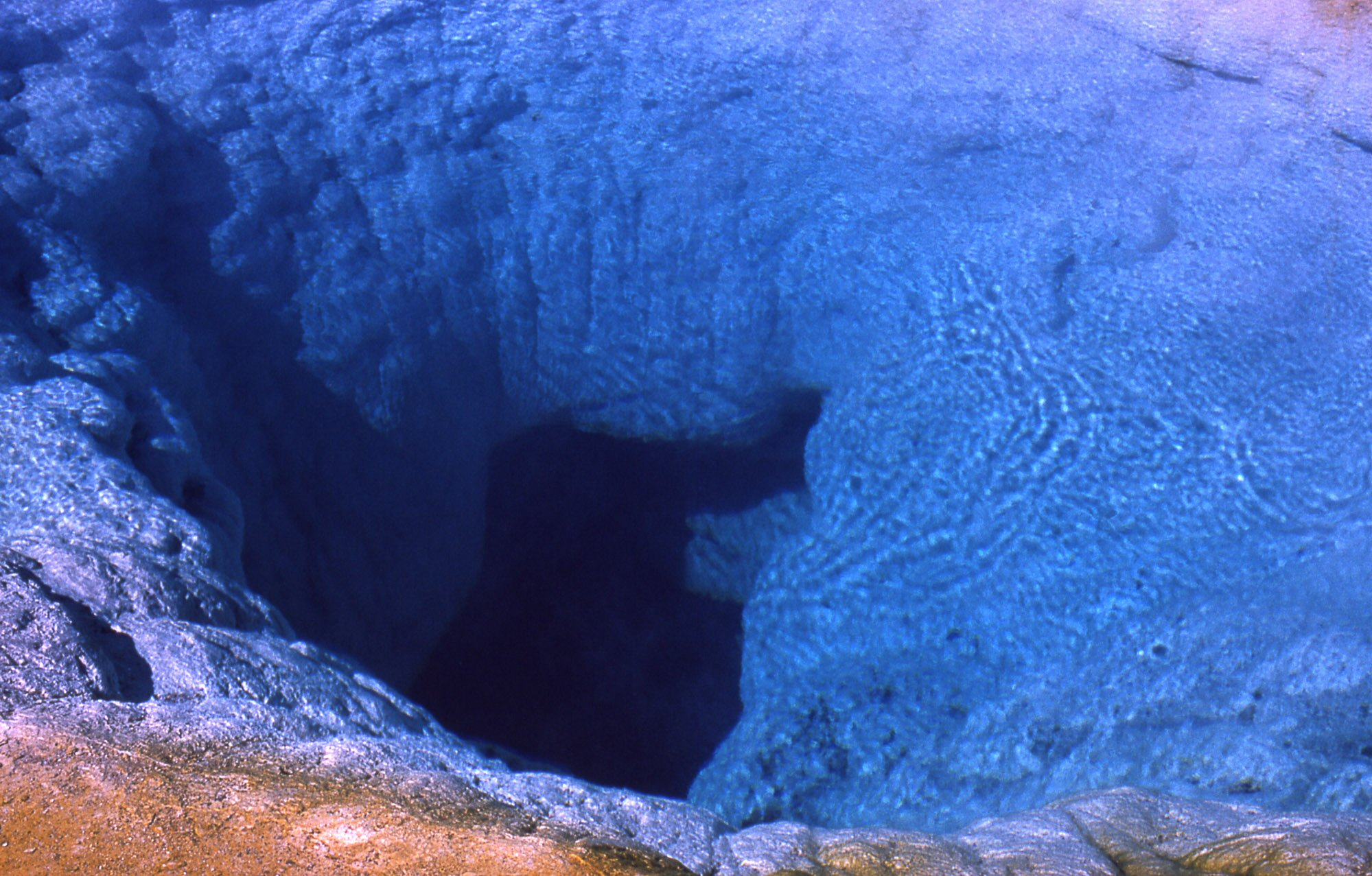
1966
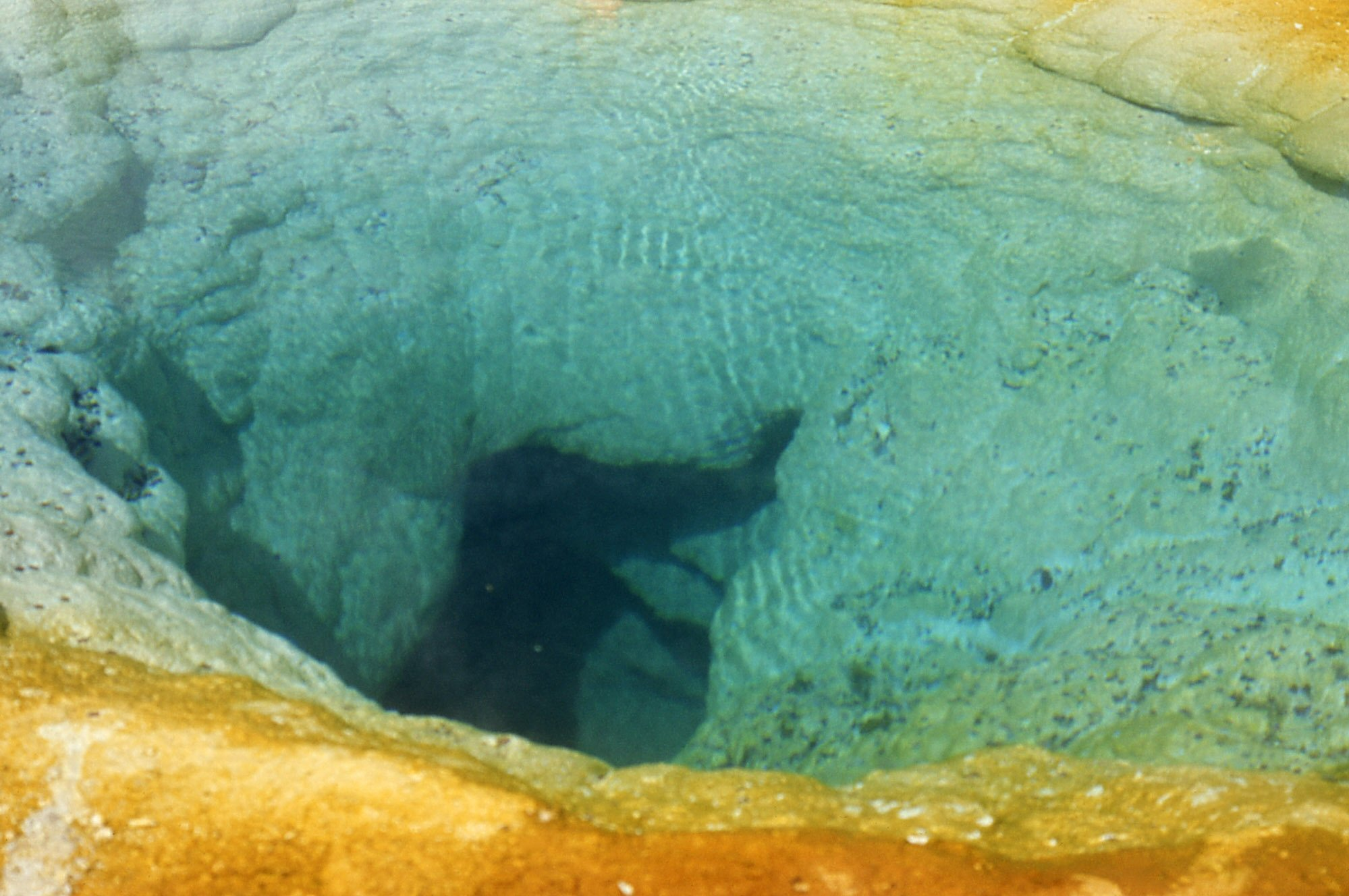
1970
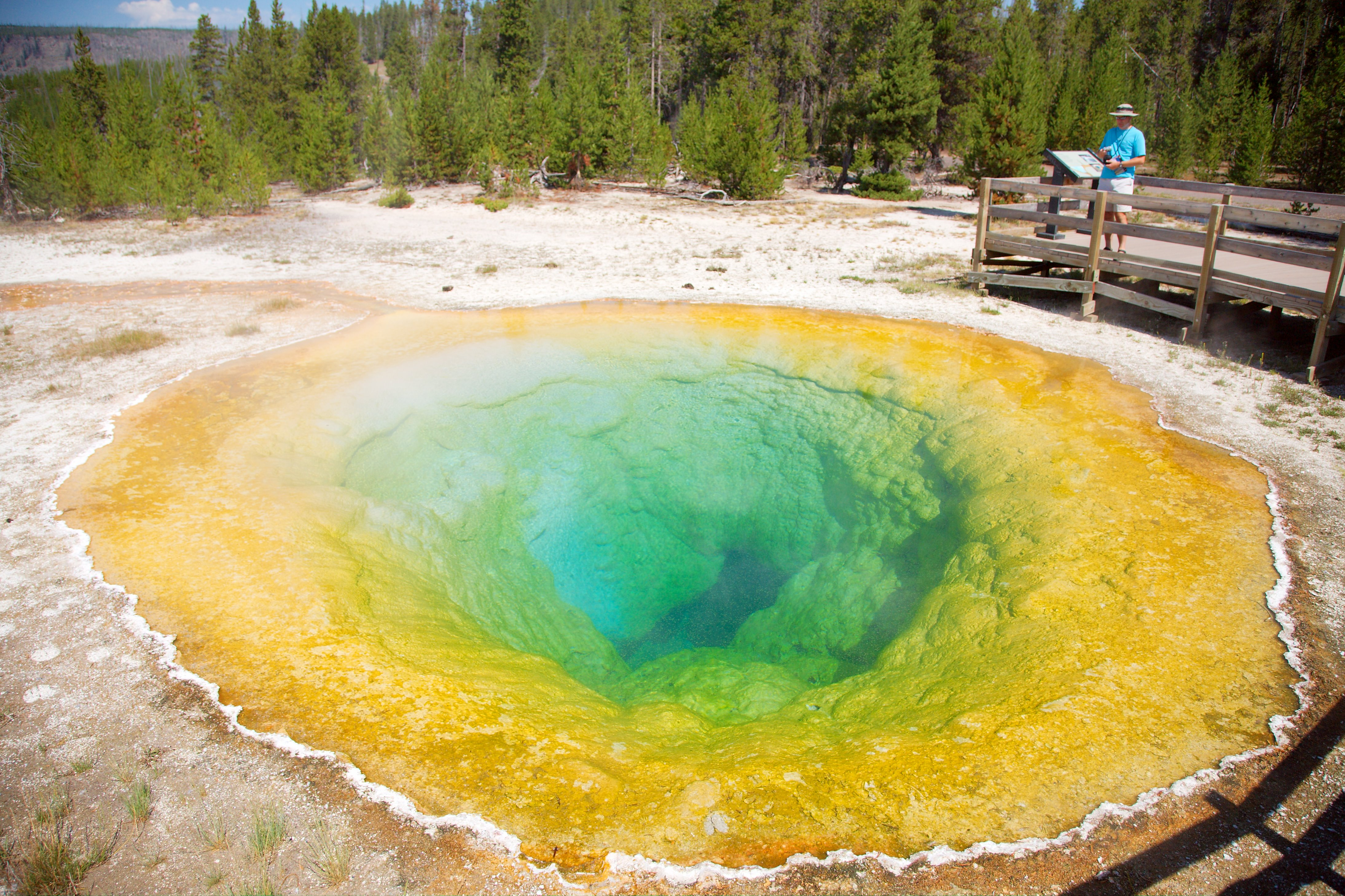
2007